# Real Sociedad de Fútbol 1981-1982
Questa voce raccoglie le informazioni riguardanti la Real Sociedad de Fútbol nelle competizioni ufficiali della stagione 1981-1982

## Stagione
Mantenendo invariata la rosa titolare, la Real Sociedad difese il titolo vinto nella stagione precedente, lottando contro il Barcellona fino all'ultima giornata. In Coppa dei Campioni la Erreala fu autrice di una prestazione poco degna di nota, essendo eliminata al primo turno dal CSKA Sofia, mentre in Coppa del Re il cammino della squadra fu interrotto in semifinale dal Real Madrid.

## Maglie e sponsor
Le divise sono prodotte dall'Adidas.
| Manica sinistra · Manica sinistra · Maglietta · Maglietta · Manica destra · Manica destra · Pantaloncini · Calzettoni |

## Rosa
| N. |                    | Ruolo | Calciatore             |
| -- | ------------------ | ----- | ---------------------- |
|    | Spagna (bandiera)  | P     | Luis Arconada          |
|    | Spagna (bandiera)  | P     | Pedro María Otxorena   |
|    | Brasile (bandiera) | P     | Biurrun                |
|    | Spagna (bandiera)  | D     | Julio Olaizola         |
|    | Spagna (bandiera)  | D     | Genaro Celayeta        |
|    | Spagna (bandiera)  | D     | Ignacio Kortabarría    |
|    | Spagna (bandiera)  | D     | Alberto Górriz         |
|    | Spagna (bandiera)  | D     | Eliseo Murillo         |
|    | Spagna (bandiera)  | D     | Juan Antonio Larrañaga |
|    | Spagna (bandiera)  | D     | Agustín Gajate         |
|    | Spagna (bandiera)  | D     | Tomás Orbegozo         |

| N. |                   | Ruolo | Calciatore              |
| -- | ----------------- | ----- | ----------------------- |
|    | Spagna (bandiera) | C     | Jesús María Zamora      |
|    | Spagna (bandiera) | C     | José Diego Álvarez      |
|    | Spagna (bandiera) | C     | Perico Alonso           |
|    | Spagna (bandiera) | C     | Salvador Iriarte        |
|    | Spagna (bandiera) | C     | Javier Zubillaga        |
|    | Spagna (bandiera) | C     | José Mari Bakero        |
|    | Spagna (bandiera) | A     | Jesús María Satrústegui |
|    | Spagna (bandiera) | A     | Roberto López Ufarte    |
|    | Spagna (bandiera) | A     | Pedro Uralde            |
|    | Spagna (bandiera) | A     | Francisco Eizmendi      |

## Statistiche

### Statistiche di squadra
| Competizione       | Punti | Totale | Totale | Totale | Totale | Totale | Totale | DR  |
| Competizione       | Punti | G      | V      | N      | P      | Gf     | Gs     | DR  |
| ------------------ | ----- | ------ | ------ | ------ | ------ | ------ | ------ | --- |
| Primera División   | 47    | 34     | 20     | 7      | 7      | 58     | 33     | +25 |
| Coppa del Re       | -     | 8      | 4      | 2      | 2      | 11     | 11     | 0   |
| Coppa dei Campioni | -     | 2      | 0      | 1      | 1      | 0      | 1      | -1  |
| Totale             | -     | 44     | 24     | 10     | 10     | 69     | 45     | +24 |

### Statistiche dei giocatori
| Giocatore   | Primera División | Primera División | Primera División | Primera División |
| Giocatore   | Presenze         | Reti             | Ammonizioni      | Espulsioni       |
| ----------- | ---------------- | ---------------- | ---------------- | ---------------- |
| Álvarez     | 31               | 1                | 1                | 0                |
| Arconada    | 34               | 0                | 1                | 0                |
| Bakero      | 2                | 0                | 0                | 0                |
| Celayeta    | 28               | 0                | 3                | 0                |
| Eizmendi    | 1                | 0                | 0                | 0                |
| Gorriz      | 34               | 0                | 2                | 0                |
| Iriarte     | 8                | 0                | 0                | 0                |
| Kortabarría | 31               | 6                | 2                | 1                |
| Larrañaga   | 34               | 2                | 2                | 0                |
| L. Ufarte   | 32               | 11               | 3                | 0                |
| Murillo     | 31               | 0                | 1                | 0                |
| Olaizola    | 25               | 1                | 1                | 0                |
| Orbegozo    | 6                | 1                | 0                | 0                |
| P. Alonso   | 31               | 4                | 7                | 0                |
| Satrústegui | 33               | 13               | 3                | 0                |
| Uralde      | 28               | 14               | 1                | 0                |
| Zamora      | 31               | 3                | 1                | 0                |
| Zubillaga   | 8                | 0                | 0                | 0                |